# Droit-de-l'hommisme
Le droit-de-l’hommisme (ou droits-de-l’hommisme) est à la fois un idiotisme français et un néologisme à connotation péjorative, créé à la fin du XXe siècle pour remettre en cause les concepts d'ingérence humanitaire (par exemple lors de l'intervention militaire de l'OTAN au Kosovo en 1998-1999) et d'aide humanitaire menées par les ONG (par exemple Médecins sans frontières).
Plus généralement, cette expression peut renvoyer à :
- soit une approche jugée généreuse mais inefficace par des politiciens, en regard des principes de la Realpolitik ;
- soit au contraire une instrumentalisation des droits de l'Homme à des fins purement stratégiques (cette critique émane alors de personnes ne voyant dans l'exercice de la vie politique qu'une posture cynique et hypocrite).

Plus rarement mais aussi plus radicalement, l'expression vise la critique du concept de « droits de l'Homme » (posée par Karl Marx dès le milieu du XIXe siècle).
Dans les usages, le terme tend à remplacer le mot humanitarisme, utilisé à partir du XIXe siècle et lui aussi connoté péjorativement, en particulier au XXe siècle (« amour de l'humanité excessif ou prétentieux » tout d'abord, puis « souci généreux, parfois excessif et utopique, du bien de l'humanité »), bien que l'on ne puisse considérer les deux termes comme totalement synonymes, en raison de l'évolution des mentalités au fil du siècle.

## Origines
En 1837, Honoré de Balzac qualifie l'humanitarisme de « stupide amour collectif ».
En 1843, Karl Marx ne voit dans les droits de l'homme que ceux de « l'homme égoïste, l'homme séparé de l'homme et de la communauté ».
En 1874, dans Quatrevingt-treize, Victor Hugo se moque des cercles philanthropiques : « Vous voulez les pauvres secourus, moi je veux la misère supprimée ».
En 1883, Paul Lafargue qualifie les droits de l'homme de « droits de l'exploitation capitaliste ».
En 1916, dans La Trahison des Clercs, Julien Benda voit dans l'humanitarisme « une déchéance morale; bien mieux (…) une déchéance intellectuelle ».
En 1919, dans L'homme du ressentiment, Max Scheler écrit : « L'humanitarisme remplace, "le prochain" et "l'individu" (qui seuls expriment vraiment la personnalité profonde de l'homme) par "l'humanité" (…) Il est assez significatif que la langue chrétienne ignore "l'amour de l'humanité". Sa notion fondamentale est "l'amour du prochain". L'humanitarisme moderne ne vise directement ni la personne ni certains actes spirituels déterminés (…), ni même cet être visible qu'est "le prochain" ; il ne vise que la somme des individus humains, comme telle ».
En 1931, dans le numéro 31 des Annales politiques et littéraires consacré à l'Exposition coloniale internationale, Marcel Espiau, futur collaborateur des Nouveaux Temps de Jean Luchaire, qui figurera sur la liste noire du Comité national des écrivains en 1944, indique que les organisateurs de l'exposition avaient pensé faire circuler des pousse-pousse tirés par des "étudiants annamites de Paris qui […] ont protesté contre l'exhibition de la déchéance passée de leur race. […] Cent cinquante pousse-pousse étaient commandés et resteront dans leur remise. Du moins, les chameaux qui, eux, n'ont aucun ministre pour les représenter ni d'intellectuels «droidelhommisant» prêteront leur colonne vertébrale aux familles accourues."
En 1989, à l'occasion d'un colloque organisé à Paris, le juriste Alain Pellet, spécialiste en droit international public, crée le néologisme « droit de l'hommisme ».

## Approche politique récente
En 1999, le ministre de l'intérieur Jean-Pierre Chevènement ironise sur le « droits-de-l’hommisme de pacotille ».
En 2002, son successeur Nicolas Sarkozy en fait autant. S’opposant à la LDH et aux associations contestant son projet de loi sur la sécurité intérieure (LSI), il déclare : « Tous les droits-de-l’hommistes de la création passent devant la porte de Saint-Ouen en disant : “Mon dieu, les pauvres” puis s’en vont pour aller dîner en ville ».
En 2007, l’ancien ministre des Affaires étrangères Hubert Védrine déclare : « le droit-de-l’hommisme est une posture de repli. C’est une politique de remplacement qui prend acte de notre incapacité à intervenir, y compris sur le plan militaire. Ce droit-de-l’hommisme est valorisant vis-à-vis des opinions publiques européennes, mais il n’a aucune influence sur les mondes russe, arabe ou chinois. Nous faisons des discours pour pallier notre absence de pouvoir ou d’influence ». Hubert Védrine conseille au contraire davantage de réalisme en politique étrangère.
La même année, Isabelle Lasserre, spécialiste des questions de défense et stratégie, estime que « les non-batailles de l'après-guerre froide ont été remplacées, au début des années 1990, par un certain droit-de-l'hommisme servant de justification à l'interventionnisme effréné dans le monde et au droit d'ingérence ».
En octobre 2019, dans les pages de l'hebdomadaire d'extrême droite Valeurs Actuelles, le président Emmanuel Macron utilise ce néologisme : « Pendant la campagne, je les avais face à moi, ces droits-de-l’hommistes la main sur le cœur, qui me disaient que ce n’était pas normal que les demandeurs fassent la queue à 4h du matin devant la préfecture… ».

## Opinions de la société civile

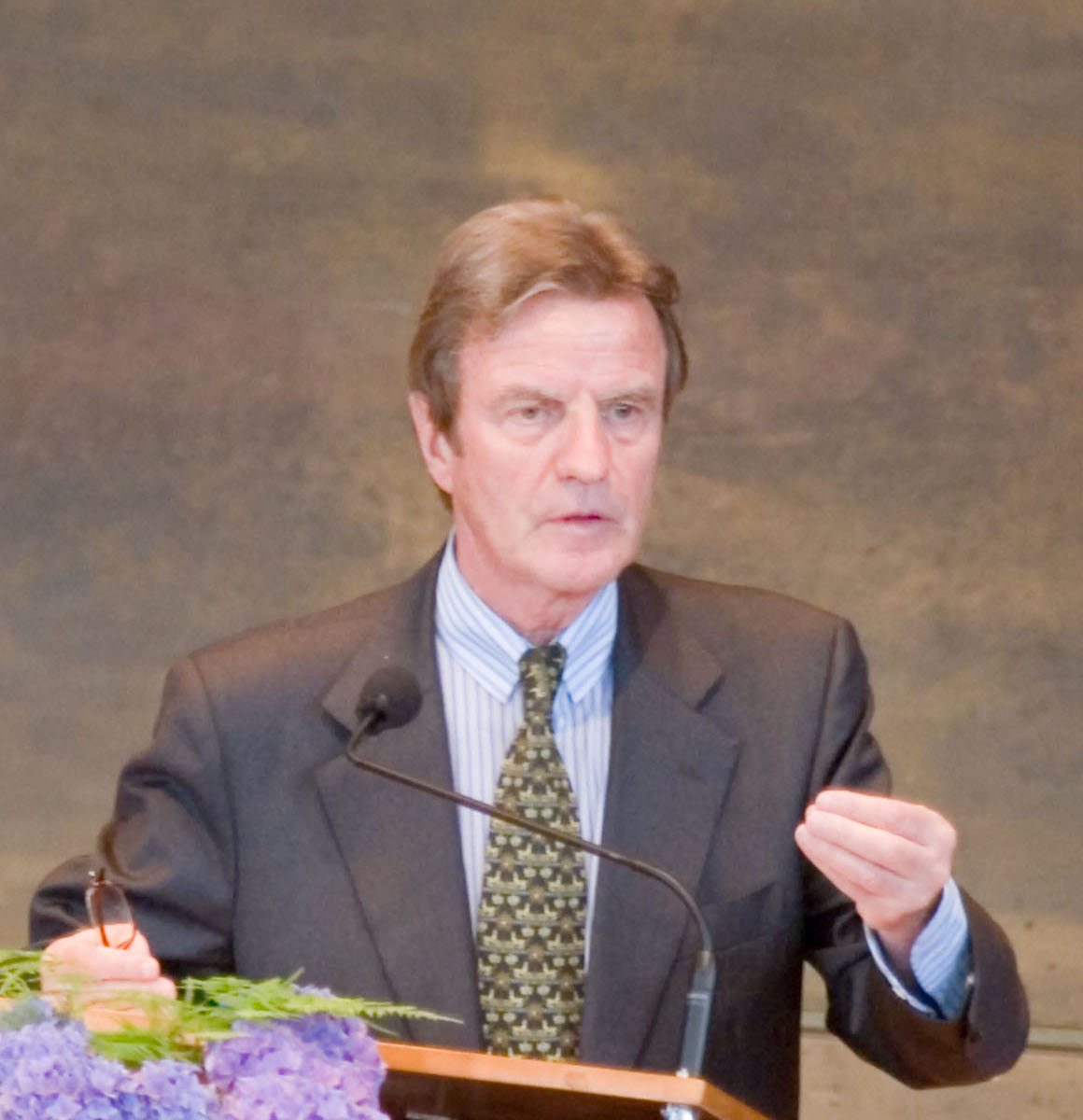
Bernard Kouchner, promoteur du droit d’ingérence humanitaire

En 1992, certains militants libertaires rapprochent l'humanitarisme des pratiques de philanthropie mises en place à la fin du XVIIIe siècle par les cercles libéraux : « Les organisations humanitaires ressemblent aux femmes de patrons qui s'occupaient des pauvres pendant que leurs maris les fabriquaient ».
Les milieux conservateurs ne sont pas non plus avares de critiques. Ainsi, en 1993, Luc Ferry fait remarquer que « l'on reproche volontiers au droit-de-l'hommisme de verser dans un « universalisme abstrait » et désincarné, oublieux des réalités historiques qui, seules, permettent de comprendre le sens véritable des conflits humains. Bien plus, on soupçonne la nouvelle charité de faire trop bon ménage avec le «business»: pour l'essentiel, elle servirait à donner bonne conscience aux téléspectateurs tout en assurant le succès médiatique de ses promoteurs ».
En 2002, Sébastien Homer, du journal L'Humanité, qualifie le droit-de-l'hommisme de « néologisme d'extrême-droite » et la revue Résistances et dissidences y voit « l'idéologie d'extrême-droite. Et pour Jean-Pierre Mignard, en 2008, « droit-de-l'hommisme » est « un néologisme venu des soutes de la nouvelle droite ».
Selon l'essayiste Jean Bricmont, en 2009, le droit-de-l’hommisme n'est qu'une stratégie de communication du pouvoir consistant à exploiter et détourner la philosophie des droits de l’homme pour promouvoir des intérêts qui en sont très éloignés, notamment pour « justifier » une politique impérialiste ou oligarchique,.